# Themeda strigosa
Themeda strigosa är en gräsart som först beskrevs av William Hamilton och Joseph Dalton Hooker, och fick sitt nu gällande namn av Aimée Antoinette Camus. Themeda strigosa ingår i släktet Themeda och familjen gräs. Inga underarter finns listade i Catalogue of Life.